# Rudzieja (prawy dopływ Rasty)
Rudzieja (biał. Рудзея; ros. Рудея; pol. hist. Rudzieja) – rzeka na Białorusi, w obwodzie mohylewskim. Prawy dopływ Rasty. Należy do zlewiska Morza Czarnego dorzecza Dniepru.

## Rzeka i dolina
Dolina płaskodenna o kształcie trapezu, szeroka na 0,2-0,5 km, miejscami do 1 km. Największa głębokość 7,6 m występuje przy zaporze.
Występują w niej takie gatunki jak karaś, leszcz, lin, płoć, wzdręga, okoń, szczupak czy ukleja. Z powodu bliskości Mohylewa połowy są intensywne, szczególnie na zbiorniku zaporowym.

## Przebieg
Jej źródła znajdują się w pobliżu wsi Makaunia, w rejonie mohylewskim. Następnie rzeka płynie na południe. W dolnym biegu utworzone jest na niej jezioro zaporowe o powierzchni 3,85 km². Znajduje się ono na granicy rejonów mohylewskiego i czauskiego. Tuż poniżej zapory, w pobliżu wsi Ciemnalessie, Rudzieja uchodzi do Rasty.

## Dopływy
Do znaczniejszych dopływów zaliczają się Worla i Czarniauka.